# Kostel svatého Ducha (Devínska Nová Ves)
Kostel Ducha svatého je římskokatolický kostel v Devínské Nové Vsi.
Literatura uvádí postavení kostela kolem roku 1580. Z hlediska architektury lze farní kostel Ducha svatého charakterizovat jako renesanční jednolodní sakrální objekt s polygonálním uzávěrem presbytáře a představenou masivní čtyřhrannou věží. V interiéru jsou valené klenby lunetové s hřebínkem. Na západní straně je vestavěný chór z konce 19. století, zaklenutý pruskými klenbami. Kostel je vybudován z kamene a má taškami pokrytou střechu. Za kostelem je hřbitov.